# Романишин Михайло Миколайович
Миха́йло Микола́йович Романи́шин  (* 16 серпня 1933, Великий Березний — 12 жовтня 1999, Київ) — український художник, член Спілки художників України (з 1965 року), Заслужений діяч мистецтв УРСР (з 1976 року), Народний художник України (з 1991 року).

## Біографія
Народився 16 серпня 1933 року у селищі Великий Березний на Закарпатті. В 1953 році закінчив Ужгородське училище прикладного мистецтва, де навчався у А. Ерделі, Й. Бокшая та Ф. Манайла. В 1960 році Київський художній інститут, де його викладачами були К. Трохименко і Г. Меліхов. Член КПРС з 1971 року. З кінця 1980-х років очолював Національний художній музей України.

Могила Михайла Романишина

Помер 12 жовтня 1999 року. Похований в Києві на Байковому кладовищі (ділянка № 52).

## Творчість
Твори:
- «Лісоруб» (1964);
- «Вівчар» (1968–1969);
- «Ранок», «Господарі» (1967);
- «Джерело» (1970–1971);
- «Леся пори перших пісень» (1971);
- «Свято праці» (1975) та інші.